# Jean-Paul Cohuet
Jean-Paul Cohuet, né le 30 janvier 1954 à Dinard, est un footballeur français. Il évoluait au poste de milieu défensif.

## Biographie
Il joue au Paris FC en D1 au poste de milieu défensif à l'âge de 19 ans en 1972. 
En juillet 1974 il est transféré à AS Nancy-Lorraine, alors en D2.
Il arrête sa carrière à la fin de la saison 1978 à l'âge de 24 ans seulement.

## Palmarès
- AS Nancy-Lorraine
  - Division 2
    - Champion (1) : 1975

## Statistiques
| Saison                | Club                  | Championnat           | Championnat | Championnat | Coupe(s) nationale(s) | Coupe(s) nationale(s) | Total | Total |
| Saison                | Club                  | Division              | M.          | B.          | M.                    | B.                    | M.    | B.    |
| 1972-1973             | Paris FC              | Division 1            | 9           | 0           | -                     | -                     | 9     | 0     |
| 1973-1974             | Paris FC              | Division 1            | 15          | 0           | -                     | -                     | 15    | 0     |
| Sous-total            | Sous-total            | Sous-total            | 24          | 0           | -                     | -                     | 24    | 0     |
| 1974-1975             | AS Nancy-Lorraine     | Division 2            | 11          | 3           | -                     | -                     | 11    | 3     |
| Sous-total            | Sous-total            | Sous-total            | 11          | 3           | -                     | -                     | 11    | 3     |
| 1974-1975             | Troyes AF (prêt)      | Division 1            | 5           | 0           | 1                     | 0                     | 6     | 0     |
| Sous-total            | Sous-total            | Sous-total            | 5           | 0           | 1                     | 0                     | 6     | 0     |
| 1975-1976             | AS Nancy-Lorraine     | Division 1            | 26          | 2           | 8                     | 0                     | 34    | 2     |
| 1976-1977             | AS Nancy-Lorraine     | Division 1            | 27          | 0           | 1                     | 0                     | 28    | 0     |
| Sous-total            | Sous-total            | Sous-total            | 53          | 2           | 9                     | 0                     | 62    | 2     |
| 1977-1978             | FCSR Haguenau         | Division 2            | 32          | 2           | -                     | -                     | 32    | 2     |
| Sous-total            | Sous-total            | Sous-total            | 32          | 2           | -                     | -                     | 32    | 2     |
| Total sur la carrière | Total sur la carrière | Total sur la carrière | 125         | 7           | 10                    | 0                     | 135   | 7     |